# جنجالة
بَلَدِيَّةُ جِنْجَالَةَ أو جِنجلة أو شَنْتَجَالَة (بالإسبانية: Chinchilla de Monte-Aragón)‏ (يلفظ الاسم: تشينتشيا دي مونتي-أراغون)؛ هي بلدية تقع في مقاطعة البسيط التابعة لمنطقة قشتالة والمنشف وسط إسبانيا. عرفت باسم جنجالة أيام الحكم الإسلامي لها.

## الديموغرافيا
بلغ عدد سكان بلدية جنجالة 4.015 نسمة عام 2011 (وفقاً للمعهد الوطني الإسباني للإحصاء).
| 3.153 | 3.227 | 3.203 | 3.375 | 3.594 | 3.803 | 4.015 |